# Fort Sinsum
Das Fort Sinsum war eine Befestigungsanlage zum Schutz des Kriegshafens Wilhelmshaven.

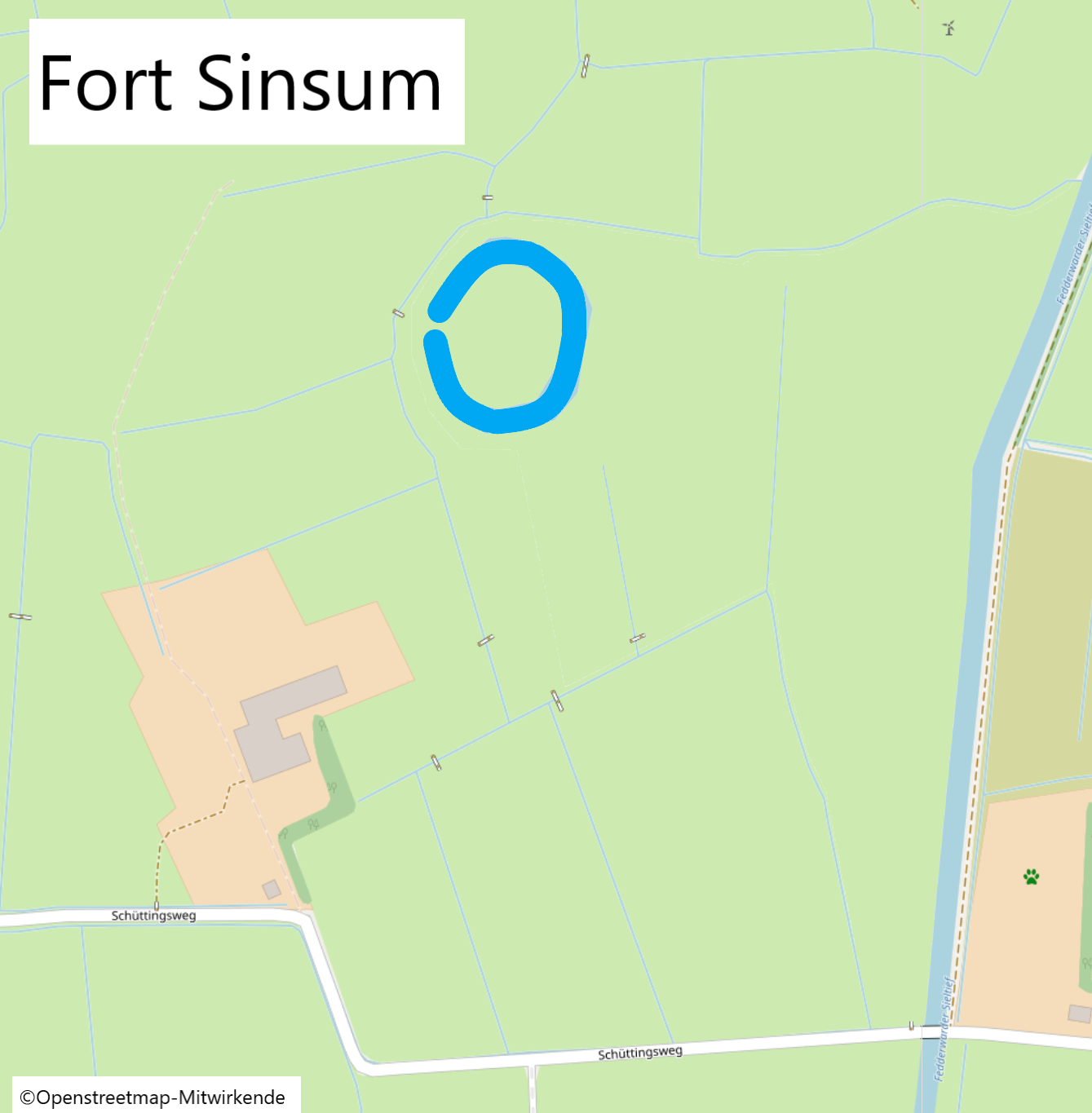
Lage des Fort Sinsum

## Lage

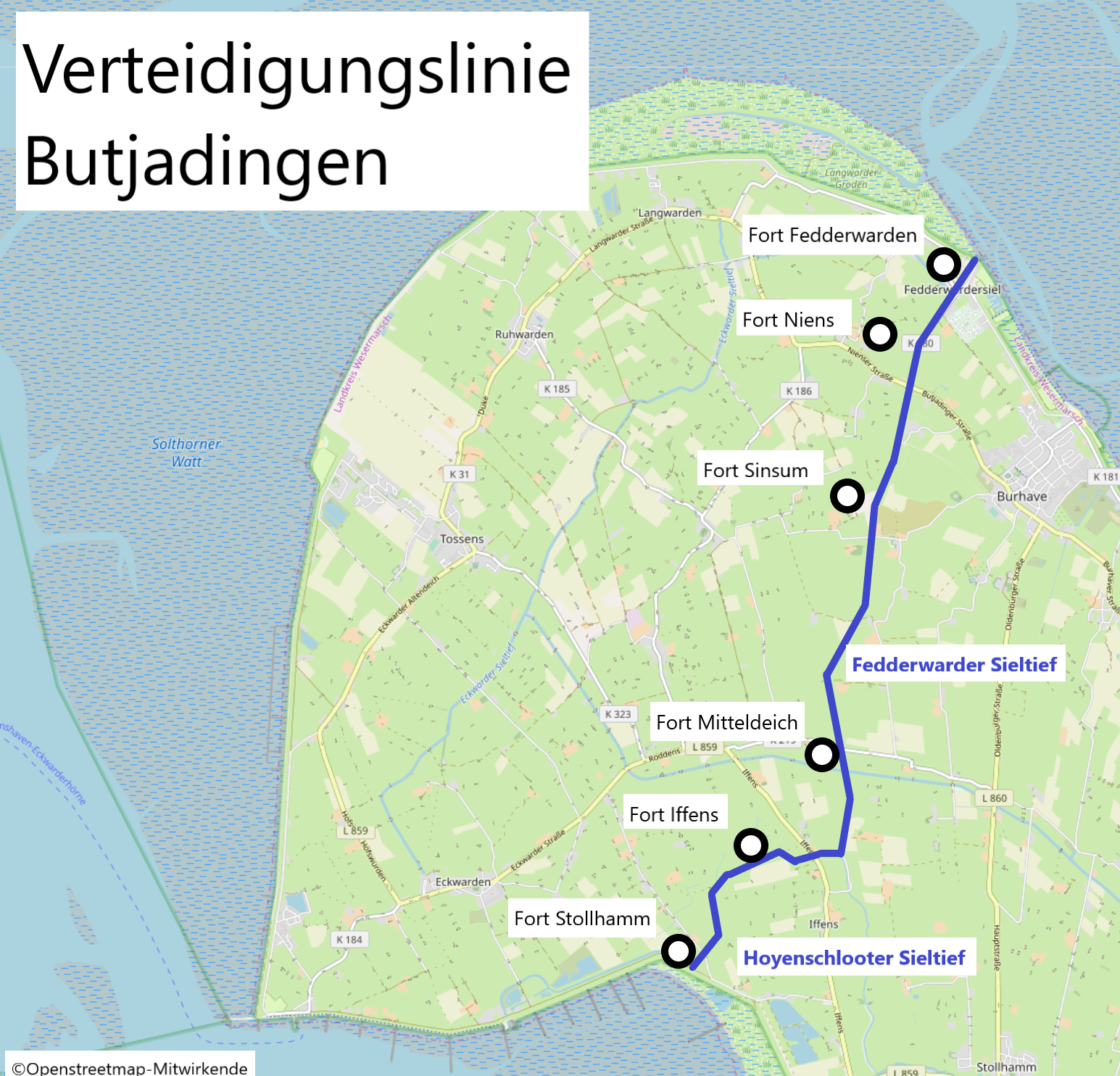
Lage der sechs Butjadinger Forts hinter den Wasserhinternissen.

Das Fort befindet sich etwa 1,4 Kilometer westlich von Burhave. Es wurde als geschlossene Lünette errichtet. Die Anlage war für zwei Züge Infanterie (~80 Mann) ausgelegt. Es besteht aus einem nahezu kreisrunden Graben. Die Anlage hat ein Ausmaß von etwa 130 × 150 Metern. Auf der Innenseite befindet sich ein Wall von etwa einem Meter Höhe.

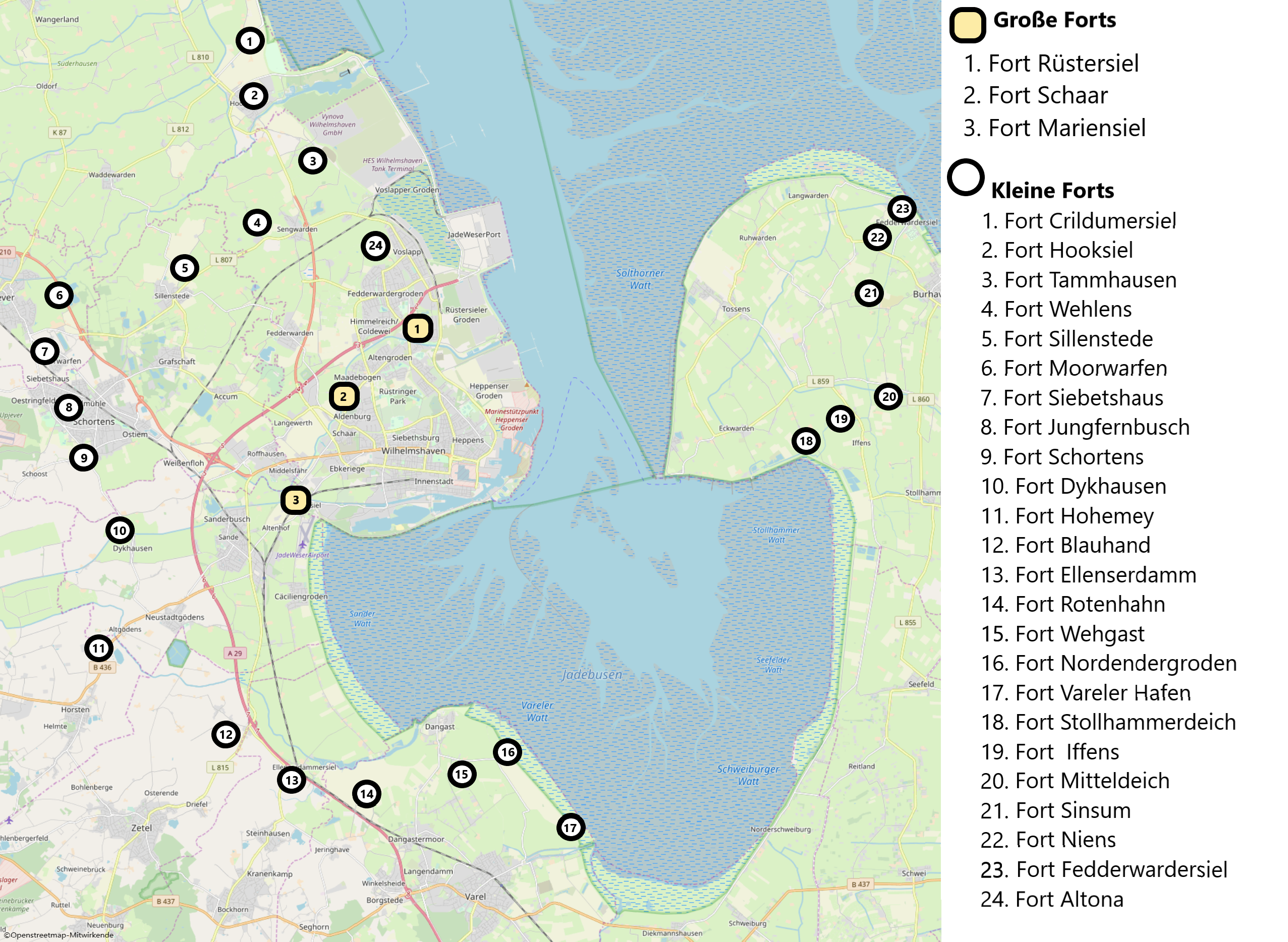
Position der Forts zum Schutz Wilhelmshavens.

## Geschichte
Das Fort Sinsum wurde vor dem Ersten Weltkrieg angelegt. Im Zweiten Weltkrieg wurde es wahrscheinlich für die Luftabwehr Wilhelmshavens genutzt. Heute ist der Graben sowie der Wall noch erhalten.